# Деровере
Деро̀вере (на италиански: Derovere, на местен диалект: Drùver, Друвер) е село и община в Северна Италия, провинция Кремона, регион Ломбардия. Разположено е на 36 m надморска височина. Населението на общината е 284 души (към 2016 г.).